# Eugenie Bouchard
Eugenie Bouchard, detta Genie (Montréal, 25 febbraio 1994), è un'ex tennista e modella canadese, giocatrice di pickleball.
È stata la seconda tennista canadese a raggiungere le semifinali in una prova del Grande Slam, risultato ottenuto all'Australian Open 2014 dopo aver sconfitto Ana Ivanović nei quarti di finale; ha poi ripetuto questo risultato all'Open di Francia e al torneo di Wimbledon dello stesso anno. In quest'ultima occasione è diventata anche la prima tennista canadese a raggiungere la finale in una prova del Grande Slam, poi persa contro Petra Kvitová.
Il 20 ottobre 2014, raggiungendo la quinta posizione della classifica WTA, è diventata la tennista canadese ad aver raggiunto la posizione più alta nella classifica femminile, superando il precedente record di Carling Bassett-Seguso, che si era spinta fino all'ottava posizione nel 1985. Successivamente, Bianca Andreescu, migliorerà ulteriormente il record, spingendosi fino alla 4ª posizione nell'ottobre 2019.
Per la sua attività di modella è stata ingaggiata dall'agenzia di moda IMG Models.
Dal 2023 è diventata giocatrice professionista di pickleball accettando il contratto della società che gestisce i tornei professionali di tale specialità agonistica.

## Carriera

### Junior

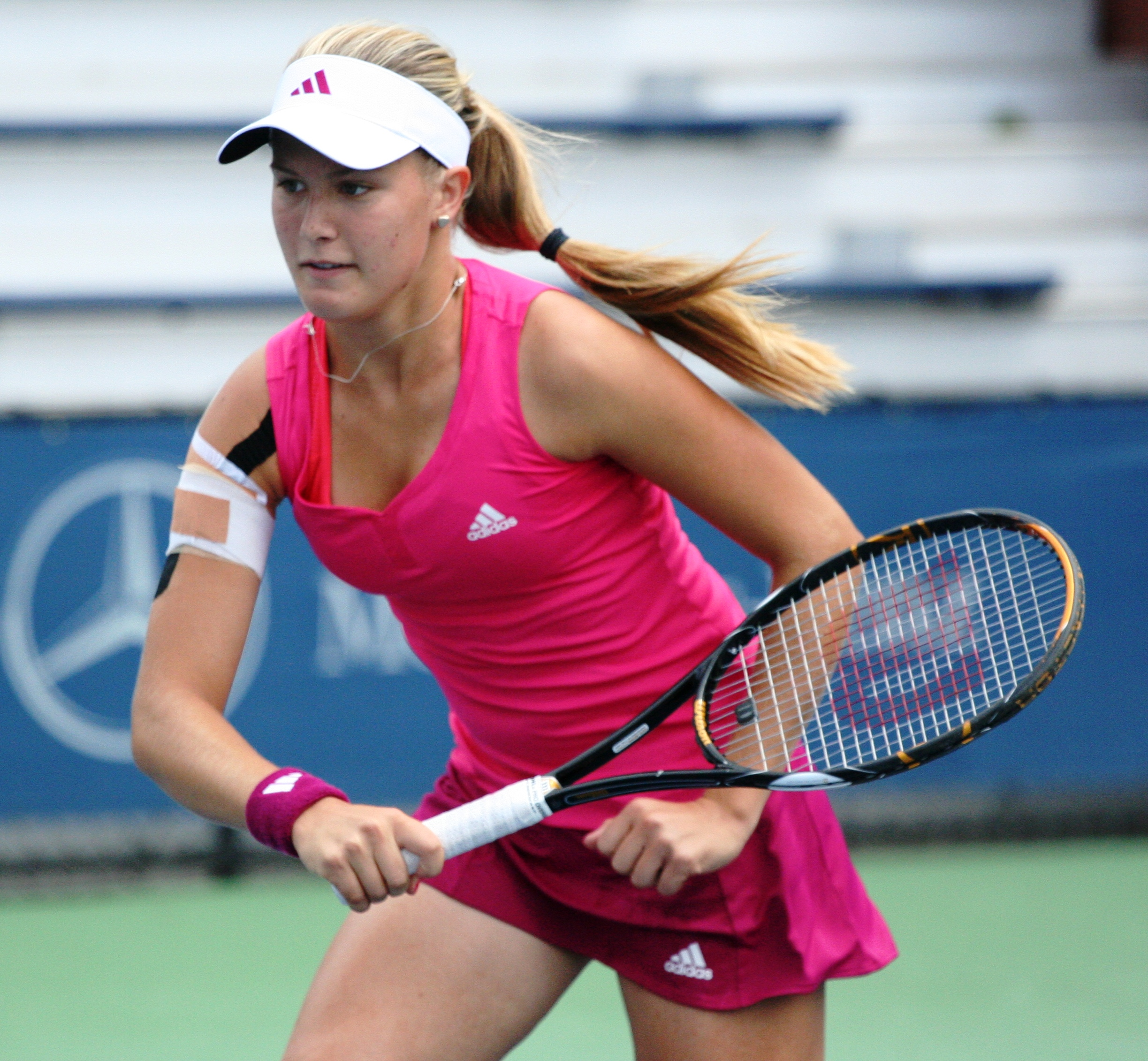
Eugenie Bouchard agli US Open Junior 2010

Si fa notare per la prima volta nel circuito giovanile agli Australian Open 2010, ancora quindicenne, quando raggiunge le semifinali del torneo di doppio insieme a Luksika Kumkhum. Agli Australian Open 2011 si presenta come quattordicesima testa di serie e raggiunge le semifinali in singolare prima di arrendersi a Mónica Puig. A Wimbledon nello stesso anno arriva ai quarti nel torneo singolare mentre nel doppio trionfa insieme alla statunitense Grace Min e conquista il primo titolo dello Slam in carriera.
Inizia il 2012 con ottimi risultati, agli Australian Open raggiunge le semifinali nel singolare e i quarti nel doppio insieme alla connazionale Carol Zhao. Al Roland Garros raggiunge la semifinale nel doppio insieme a Taylor Townsend ma i risultati migliori arrivano allo Slam successivo, Wimbledon. Nel torneo londinese trionfa nel singolare superando in finale Elina Svitolina con un netto 6-2 6-2; inoltre riesce a ripetere il successo anche nel doppio, insieme a Taylor Townsend.
Grazie a questi risultati raggiunge la seconda posizione in classifica sia nel singolare che nel doppio, sempre dietro alla Townsend.

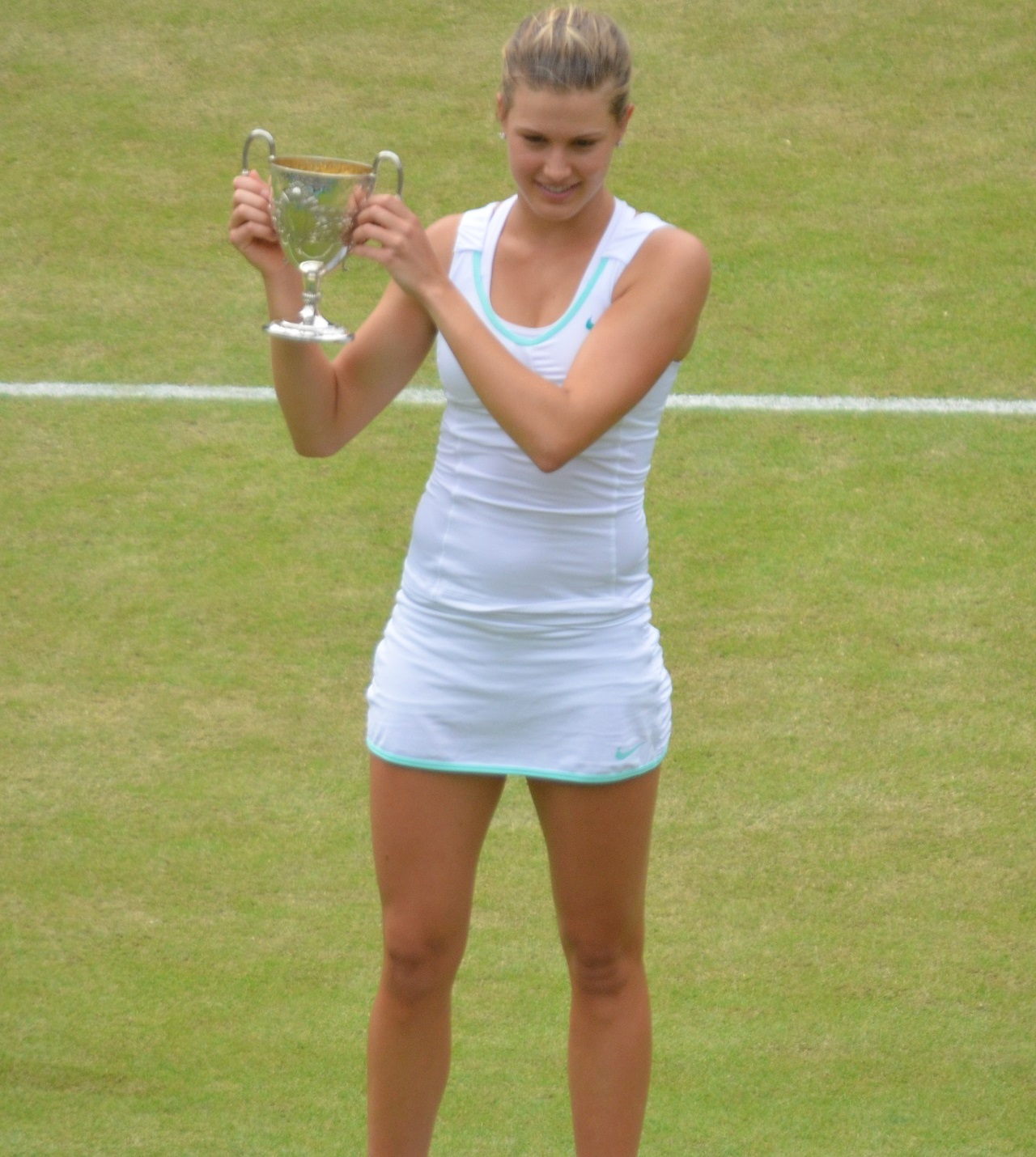
Eugenie Bouchard vincitrice del Torneo di Wimbledon juniores nel 2012

### 2008-2010
Il suo ingresso nel mondo ITF avviene nel 2008 al torneo di Sumter, dove perde al primo turno da Grace Min per 0-6, 3-6; poco dopo tenta la qualificazione al torneo WTA di Montréal, ma perde subito al primo turno contro Abigail Spears. Nel 2009 non va oltre il secondo turno nei vari tornei ITF e ritenta la qualificazione al torneo di Toronto, perdendo sempre al primo turno; questa volta contro Kateryna Bondarenko.
Ad aprile 2010 raggiunge per la prima volta i quarti ad un torneo ITF a Osprey, ma i risultati più importanti arrivano in estate con la semifinale nel singolare a Waterloo e nel doppio al successivo torneo di Vancouver. Per il terzo anno consecutivo non va oltre il primo turno nelle qualificazione al torneo WTA del Canada.

### 2011
L'anno inizia molto bene con la vittoria del primo titolo ITF nel singolare al torneo di Burnie, dove batte in finale Zheng Saisai per 6-4, 6-3, ad aprile si aggiudica il secondo titolo al torneo di Sibenico, sconfiggendo Jessica Ginier. Fa il suo esordio in Fed Cup durante gli spareggi contro la Slovenia perdendo il primo match contro Polona Hercog e vincendo il secondo su Maša Zec Peškirič. Al torneo ITF di Waterloo raggiunge la finale nel doppio in coppia con Megan Moulton-Levy. Fa la sua prima apparizione nel circuito WTA al Washington Open WTA grazie ad una wild-card e sconfigge al primo turno Alison Riske prima di arrendersi a Nadia Petrova, futura vincitrice del torneo. Finalmente riesce a qualificarsi al torneo di Toronto perdendo però subito al primo turno contro Andrea Petkovic per 2-6, 2-6; al primo turno, sia nel singolare che nel doppio, esce anche al torneo WTA di Quebec City.

### 2012
Il primo risultato arriva ad aprile, al torneo ITF di Dothan, dove vince il primo e unico titolo ITF nel doppio con Jessica Pegula. In seguito si aggiudica il titolo ITF nel singolare al torneo di Bastad, battendo in finale Katharina Lehnert e lo stesso avviene al torneo successivo di Bastad, vincendo contro Milana Spremo. Dopo aver tentato la qualificazione a 's-Hertogenbosch, vince il titolo ITF a Granby. Poi partecipa alla seconda edizione del Washington Open grazie all'invito degli organizzatori e supera al primo turno Karin Knapp, a quello successivo la testa di serie numero otto Vol'ha Havarcova per poi arrendersi nei quarti di finale a Sloane Stephens col risultato di 4-6, 4-6. In agosto prende parte alla Rogers Cup grazie ad una wild-card e vince il primo match contro Shahar Peer in tre set. Viene tuttavia sconfitta al turno successivo dalla futura finalista Li Na con un doppio 6-4. La settimana successiva si qualifica per il torneo di Dallas e al primo turno del tabellone principale supera con il risultato di 6-4, 6-3 la kazaka Galina Voskoboeva mentre le è fatale nuovamente il secondo turno dove si arrende alla connazionale Aleksandra Wozniak. In chiusura di anno perde la finale nel singolare al torneo ITF di Saguenay, mentre al torneo di Toronto, vince il titolo nel singolare e nel doppio perde in finale. Ultimo risultato è la finale raggiunta al torneo di Phoenix nel doppio con Ulrikke Eikeri.

### 2013

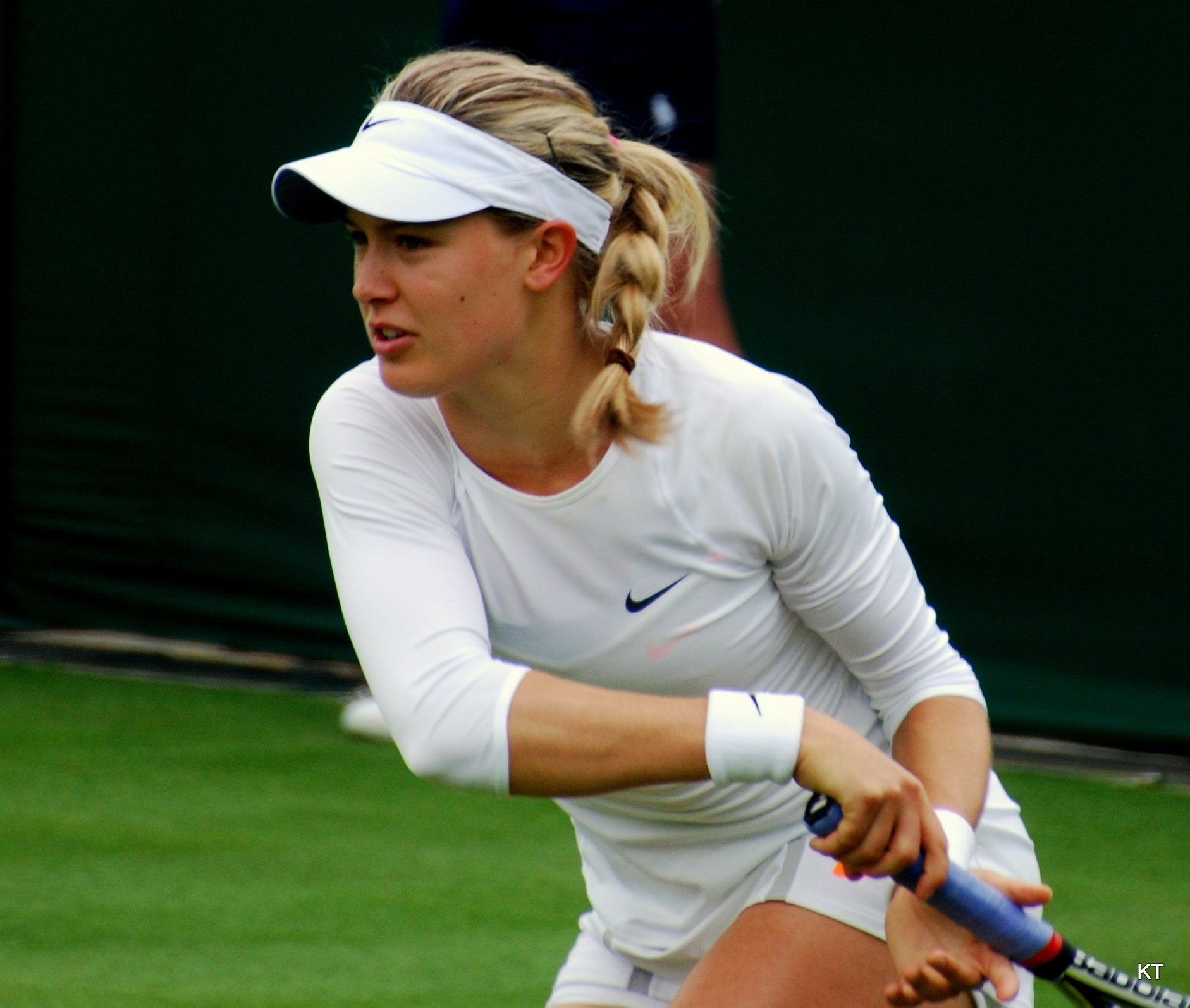
Eugenie Bouchard in azione al Torneo di Wimbledon 2013

La canadese inizia la stagione disputando il torneo di Auckland, ma perdendo al primo turno, poi partecipa alle qualificazioni del torneo di Sydney, dove perde però già al primo turno contro Storm Sanders. Gioca anche le qualificazioni dell'Australian Open ma viene estromessa al secondo turno dalla russa Dar'ja Gavrilova. Nel mese di febbraio gioca il torneo di Calì nel quale, dopo aver battuto al primo turno Laura Thorpe, viene eliminata al secondo da Aleksandra Panova. La settimana successiva supera Richèl Hogenkamp per 6-4 6-0 a Bogotà per poi cedere al secondo turno a Arantxa Parra Santonja; stesso risultato anche ad Acapulco dove deve inchinarsi a Sara Errani per 6(4)-7 2-6. Sul cemento americano di Indian Wells non supera le qualificazioni mentre a Miami esce al secondo turno per opera di Marija Šarapova che le impartisce un pesante 6-2 6-0.
Ad aprile partecipa al torneo di Charleston, dove raggiunge per la prima volta i quarti di finale, perdendo poi da Jelena Jankovic per 2-6, 1-6. A maggio partecipa all'Internationaux de Strasbourg riuscendo a raggiungere la prima semifinale WTA in carriera arrendendosi solo, in tre set combattuti, alla francese Alizé Cornet terza testa di serie. In seguito al Roland Garros si ferma al secondo turno contro Maria Sharapova e al torneo di Birmingham perde subito al primo turno contro Bojana Jovanovski. Il 26 giugno, 3º giorno e secondo turno del Torneo di Wimbledon, riesce ad avere la meglio sulla serba Ana Ivanović, battendola con un doppio 6-3; nel terzo turno, però, verrà eliminata da Carla Suárez Navarro con il punteggio di 7-5, 6-2. Al torneo di Washington raggiunge la finale nel doppio con Taylor Townsend, mentre nei tornei di Toronto, Cincinnati e agli US Open non va oltre il secondo turno. A Québec raggiunge la seconda semifinale WTA in carriera, a Tokyo i quarti di finale e a Pechino il secondo turno. Ad Osaka raggiunge la sua prima finale WTA della carriera ma si arrende in tre set combattuti alla esperta australiana Samantha Stosur. L'anno si chiude con un primo turno al torneo di Lussemburgo.

### 2014: L'anno migliore

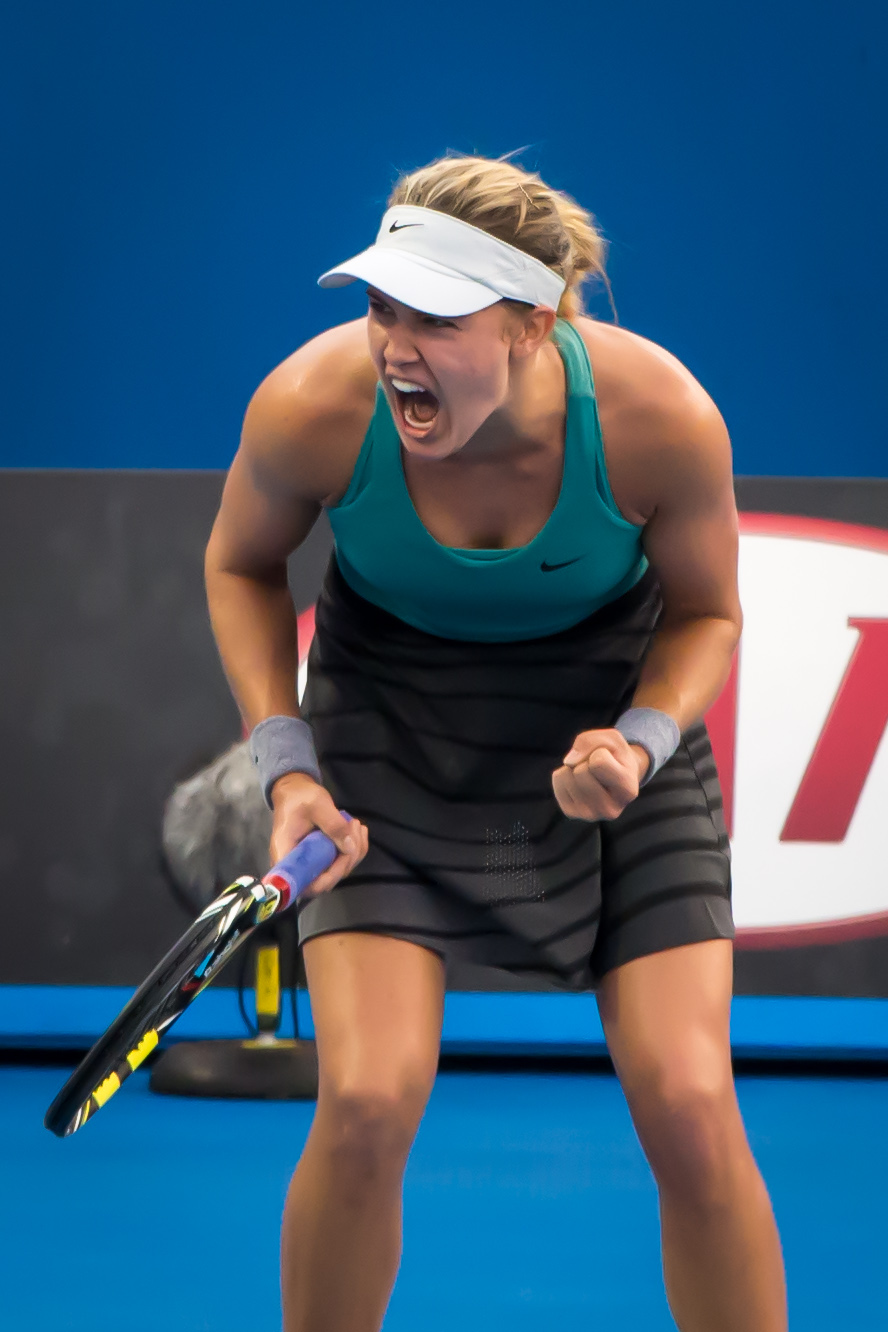
Eugenie Bouchard agli Australian Open 2014

La Bouchard inizia la stagione prendendo parte alla Hopman Cup, torneo esibizione riservato a squadre nazionali miste, insieme a Milos Raonic. La settimana seguente la giovane canadese è di scena a Sydney ma viene eliminata a sorpresa al primo turno dall'americana Bethanie Mattek-Sands per 6-4 6-3. All'Australian Open la canadese si spinge sorprendentemente fino alla semifinale dove viene eliminata in due set da Li Na.
In febbraio prende parte al prestigioso torneo di Doha ma anche questa volta deve arrendersi al primo turno a Bethanie Mattek-Sands che la batte per 7-5 6-1. Dopo aver raggiunto i quarti ad Acapulco (6-3 4-6 1-6 dalla francese Caroline Garcia), la canadese raggiunge gli ottavi a Indian Wells dove cede in tre set a Simona Halep.
Dopo un primo turno a Miami e la semifinale a Charleston, in Fed Cup aiuta il Canada a conquistare il Gruppo Mondiale vincendo entrambe le sue partite in singolare contro la Slovacchia. A Madrid e a Roma viene subito eliminata per mano di Agnieszka Radwańska e di Francesca Schiavone senza portare a casa nemmeno un set. A Norimberga, torneo di preparazione del Roland Garros, vince il suo primo titolo singolare WTA, sconfiggendo in tre set la ceca Karolína Plíšková.

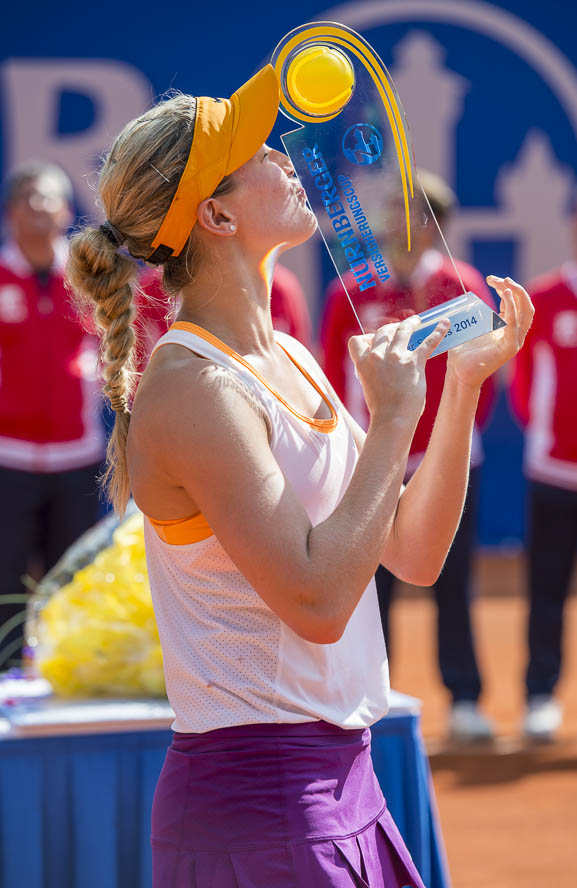
Eugenie vincitrice del torneo di Norimberga nel 2014, suo primo titolo WTA

La canadese si presenta agli Open di Francia con i migliori auspici. Al primo turno batte la tennista israeliana Shahar Peer, al 2º turno batte la ventiseienne tedesca Julia Görges, al turno successivo incontra la svedese Johanna Larsson, che precedentemente aveva battuto la testa di serie nº 12 Flavia Pennetta, e riesce ad avere la meglio. Agli ottavi di finale si trova di fronte alla testa di serie nº 8 Angelique Kerber che annichilisce in due set; ai quarti di finale incontra la spagnola Carla Suárez Navarro, che batte per 7-5 al terzo. La canadese riesce ad ottenere la sua seconda semifinale slam consecutiva, prima canadese a riuscirci, e qui si trova di fronte alla ex numero uno del mondo, nonché vincitrice di questo torneo nel 2012, Marija Šarapova. Il primo parziale lo porta a casa la Bouchard per 6-4, ma la russa riesce a portarsi avanti 5-2 nel secondo, la canadese riesce a rimontare fino al 5-5 ma alla fine cede il secondo parziale per 7-5 in favore della siberiana. Il set decisivo è un susseguirsi di emozioni che vedono la Bouchard annullare 2 match point alla russa, ma alla fine è Masha ad avere la meglio per 6-2. Grazie a questo risultato la ventenne canadese entra tra le prime 15 del mondo, posizionandosi al nº 12, suo best ranking.
Al Torneo di Wimbledon, batte al primo turno la slovacca Daniela Hantuchová con il punteggio di 7-5 7-5, al turno successivo batte la spagnola Sílvia Soler Espinosa per 7-5 6-1, al terzo turno batte la nº20 del mondo Andrea Petković per 6-3 6-4, agli ottavi di finale incontra la francese Alizé Cornet, che al turno precedente aveva sconfitto la nº 1 del mondo Serena Williams, e la batte con il punteggio di 7-6(5) 7-5. Ai quarti di finale batte la tedesca Angelique Kerber, che agli ottavi aveva battuto la favorita nº1 alla vittoria finale Marija Šarapova, per 6-3 6-4. Alla sua terza semifinale slam consecutiva ha di fronte la nº 3 del mondo Simona Halep, che batte con il punteggio di 7-6(5) 6-2, conquistando così la sua prima finale slam in carriera. In finale viene battuta dalla ex vincitrice di questo torneo Petra Kvitová, con il punteggio di 6-3 6-0.

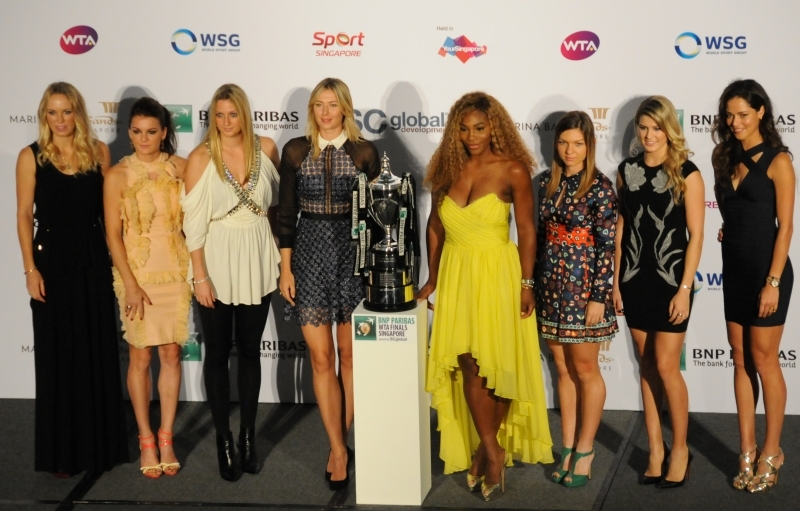
Le prime otto tenniste WTA alle WTA Finals 2014, da sinistra: Wozniacki, Radwańska, Kvitová, Šarapova, Williams, Halep, Eugenie e Ivanović.

Dopo la finale persa a Wimbledon, la canadese prende parte alla Rogers Cup di Montréal, dove le è attribuita la 5ª testa di serie. Dopo aver ricevuto un bye al primo turno, viene clamorosamente eliminata dalla qualificata Shelby Rogers, col netto punteggio di 6-0, 2-6, 6-0. Agli US Open, batte in ordine Vol'ha Havarcova, Sorana Cîrstea e Barbora Záhlavová Strýcová (le ultime due la portano al terzo set), ma si deve arrendere agli ottavi contro Ekaterina Makarova, che la batte per 7-6(2) 6-4. In Asia arriva fino in finale nel torneo cinese di Wuhan dove viene fermata solo da Petra Kvitová 6-3 6-4.
Termina questa sua straordinaria stagione partecipando per la prima volta in carriera al Masters di fine anno a Singapore. Non riesce tuttavia a figurare, venendo sconfitta 6-2 6-3 da Simona Halep, 6-1 6-3 da Ana Ivanović e con un sonoro 6-1 6-1 da Serena Williams. Il 24 novembre annuncia la fine del suo lungo rapporto di collaborazione con il coach Nick Saviano.

### 2015: Quarti agli Australian Open, ottavi a Indian Wells e US Open

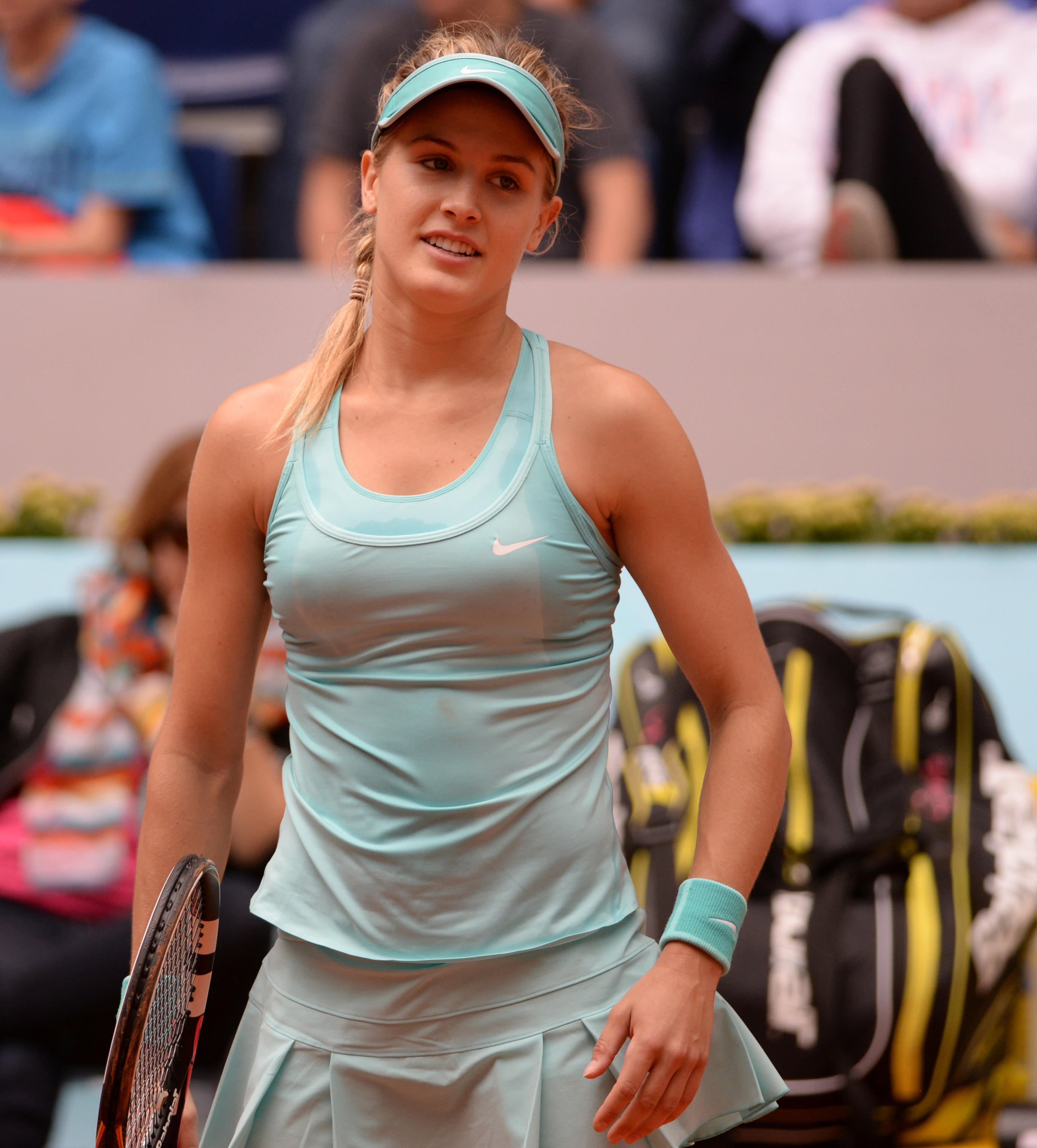
Eugenie Bouchard nel 2015

Eugenie parte l'anno partecipando alla Hopman Cup, dove gioca con il connazionale Vasek Pospisil. Agli Australian Open viene accreditata della 7ª testa di serie e all'esordio rifila un 6-2 6-4 ad Anna-Lena Friedsam. Al secondo turno lascia tre games all'olandese Kiki Bertens. Al terzo elimina la francese Caroline Garcia 7-5 6-0 mentre al quarto turno vince a fatica contro la sorpresa rumena Irina-Camelia Begu, per 6-1 5-7 6-2. Ai quarti perde per mano della numero 2 del mondo Marija Šarapova in 2 set.
Dopo Melbourne annuncia la nuova collaborazione con il coach Sam Sumyk. Ad Anversa parte come testa di serie numero uno, ma viene eliminata all'esordio da Mona Barthel per 4-6 6-1 6-2 dopo un bye al primo turno. Ad Indian Wells riceve ancora un bye all'esordio battendo successivamente la qualificata Lucie Hradecká 6-2 6-2, Coco Vandeweghe 6-3 6-2 raggiungendo così gli ottavi di finale, dove però viene battuta da un'altra qualificata Lesja Curenko in tre set. Non figura nei seguenti tornei di Miami e Charleston, battuta al secondo turno, mentre a Madrid esce subito per mano di Barbora Strýcová. Anche nella sfida di Fed Cup contro la Romania viene battuta in entrambi i singolari da Alexandra Dulgheru e Andreea Mitu. Torna a vincere una partita agli Internazionali d'Italia di Roma dove si spinge fino agli ottavi di finale, sconfitta poi dalla nº10 del mondo Carla Suárez Navarro in tre set.

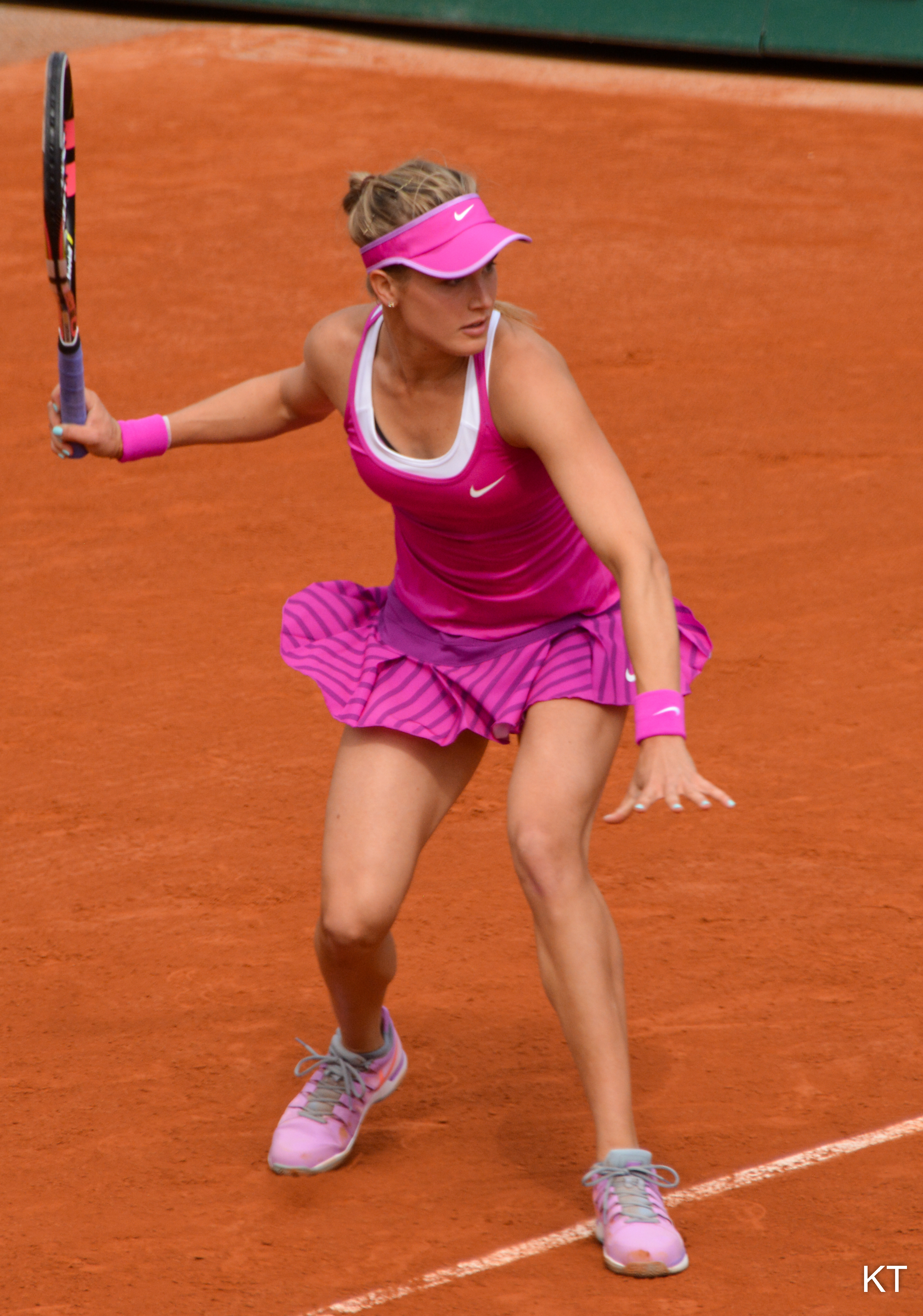
Eugenie al Roland Garros 2015

Non figura al Roland Garros dove, da sesta testa di serie, si fa sorprendere all'esordio dalla francese Kristina Mladenovic per 6-4 6-4; inoltre, l'uscita dei punti della semifinale del 2014 la fanno uscire dalla Top 10 mondiale, alla posizione nº11. Cerca di prepararsi al meglio in vista del terzo Slam stagionale partecipando, come testa di serie uno, al torneo di 's-Hertogenbosch, ma anche qui viene estromessa all'esordio da Jaroslava Švedova per 6-4 1-6 6-4, non sfruttando un vantaggio di 4-0 nel terzo e decisivo set. A Eastbourne perde al terzo turno contro la Bencic, abbandonando precocemente il campo per un infortunio addominale. Delude a Wimbledon, battuta anche qui all'esordio dalla qualificata Ying-Ying Duan per 7-6(3) 6-4 a causa dello stesso strappo addominale; l'uscita dei punti della finale dello scorso anno le costano cari, facendola uscire dalle Top 20. Agli US Open è costretta al ritiro a causa di una caduta negli spogliatoi (con conseguente commozione cerebrale), spianando la strada per i quarti di finale a Roberta Vinci, che in semifinale sarà autrice di una delle sorprese più clamorose della storia dello sport, eliminando la favoritissima Serena Williams, a un passo dal Grande Slam.
In seguito alla caduta rimediata negli spogliatoi degli US Open la tennista canadese non ha potuto competere negli ultimi mesi della stagione 2015, ritirandosi durante l'unica partita disputata nel primo turno del torneo China Open di Pechino, opposta alla tennista tedesca Andrea Petković.

### 2016: Inizio del periodo negativo

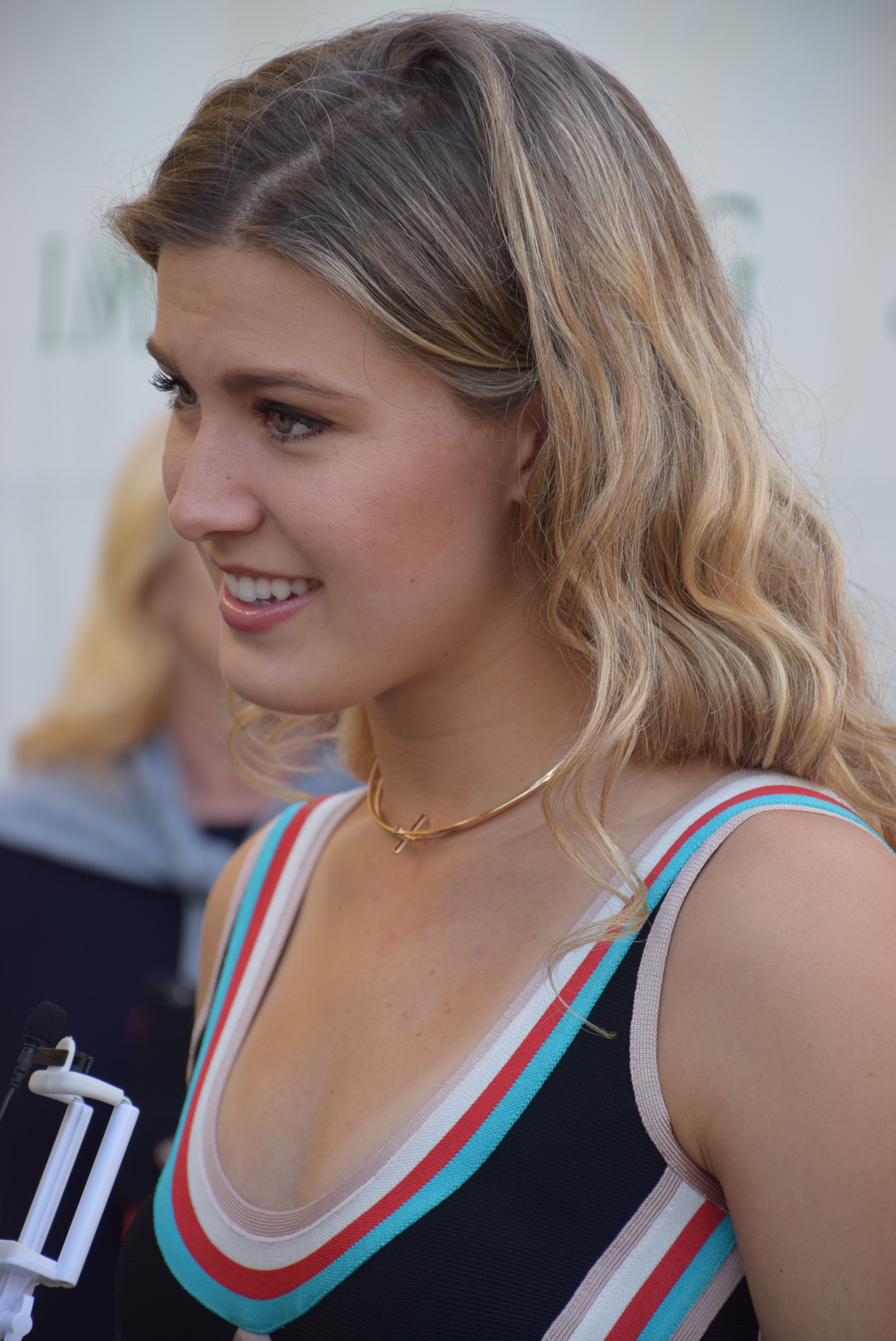
Eugenie alla festa dell'Australian Open 2016

Il 2016 della canadese inizia a Shenzen, dove è testa di serie numero 6. Al primo turno ha subito qualche problema contro Donna Vekić, ma alla fine "Genie" la spunta 6-4 1-6 7-5. Al secondo turno ottiene una comoda vittoria ai danni di Nicole Gibbs, ma ai quarti si fa sorprendere da Tímea Babos (6-4 6-4).
Ad Hobart la Bouchard raggiunge la finale, battendo, nell'ordine: Bethanie Mattek-Sands (6-2 6-1), Alison Van Uytvanck (numero 8 del seeding, 6-4 7-5), Camila Giorgi (tds numero 2, 6-3 6-2) e Dominika Cibulková (3º testa di serie, 6-1 4-6 6-4). Nell'ultimo atto affronta Alizé Cornet, 7º forza del seeding: il match è sbilanciato e colmo di break e alla fine vede una netta imposizione di Alizé, che vince per 6-1 6-2.
Agli Australian Open si ferma al secondo turno, estromessa dalla Radwańska in 2 set. A Doha batte Sevastova e Denisa Allertová in 2 match tirati (tie-break del terzo contro la lettone, 7-6(0) 7-5 contro Allertová), prima di perdere da Zheng Saisai per 6(1)-7 1-6. A Kuala Lumpur entra come testa di serie numero 6 ed esordisce bene contro la wild-card di Hong Kong Ling Zhang (6-3 6-1). Al secondo turno batte agevolmente Kurumi Nara (6-1 6-2) mentre ai quarti rifila un 6-1 6-4 a Çağla Büyükakçay. In semifinale elimina Naomi Broady (6-4 6-3), approdando così in finale, dove affronta la 2º testa di serie, Elina Svitolina: nel primo set Bouchard va avanti di un break sul 3-2 ma, quando serve per il set sul 5-4, si fa strappare la battuta e il set finisce dunque al tie-break. In questa circostanza la Svitolina si porta in vantaggio per 6-3 e al terzo set point chiude. Nel secondo Eugenie strappa subito il servizio, ma Svitolina ripristina la parità sul 2-2. Accade la stessa cosa poco dopo: 3-2 Bouchard recuperata sul 4-4 dall'avversaria. Sul 5-4 la canadese strappa infine la battuta, aggiudicandosi il secondo parziale per 6-4. Nel terzo Bouchard viene recuperata (da 3-1 a 3-3) ma poi Elina ottiene un break importantissimo sul 5-4 e serve per l'incontro. Bouchard le impedisce la vittoria ottenendo un contro-break a 30. Poco dopo l'ucraina vola 6-5 e serve per la seconda volta per il torneo e stavolta, al secondo match-point, la Svitolina chiude 7-6(5) 4-6 7-5.

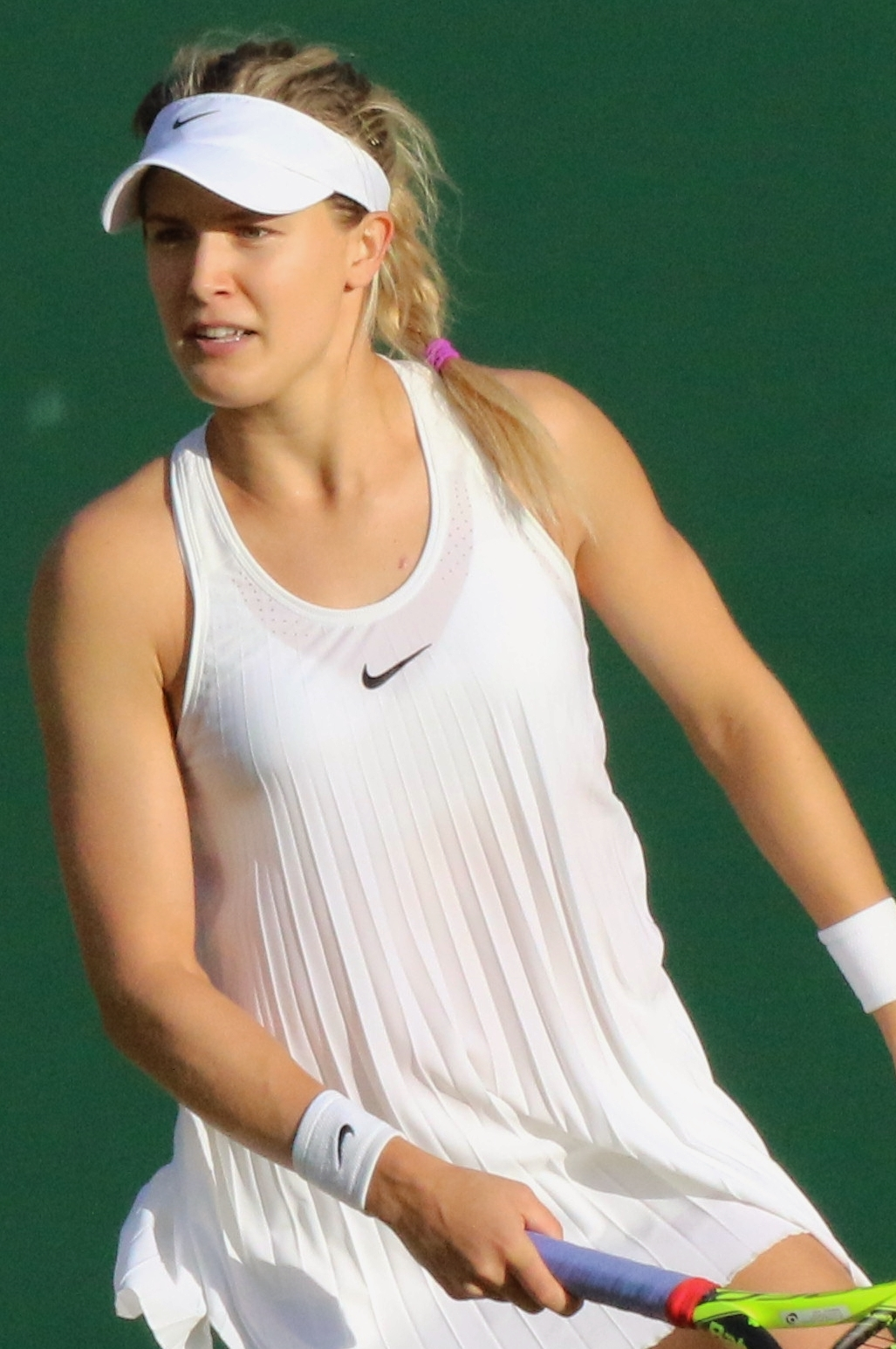
Eugenie Bouchard al Torneo di Wimbledon 2016

La canadese, dopodiché, partecipa al BNP Paribas Open dove esce al terzo turno per mano di Timea Bacsinszky (6-2 5-7 6-2). A Miami la tennista di Montréal viene subito sconfitta da Lucie Hradecká in 3 set. A Charleston elimina Alexandra Dulgheru per 6-3 6-4 ma al secondo turno è costretta al ritiro per dei dolori addominali contro Lourdes Domínguez Lino. A Madrid perde all'esordio contro Irina-Camelia Begu mentre a Roma estromette Jelena Jankovic (6-4 2-6 6-3) e Angelique Kerber (tds numero 2, 6-1 5-7 7-5) prima di perdere in 2 netti parziali da Barbora Strýcová (1-6 0-6). Al Roland Garros sconfigge al primo turno Laura Siegemund con un duplice 6-2 prima di venire battuta al secondo turno dalla numero 8 del seeding, Timea Bacsinszky. Apre la stagione sull'erba a 's-Hertogenbosch, dove è 7º testa di serie. La sua avventura termina immediatamente, piegata in 2 rapidi set dalla qualificata Elise Mertens. La sua stagione sull'erba prosegue a Mallorca, dove esce di scena al secondo turno per mano di Anastasija Sevastova, poi futura finalista. A Eastbourne batte Varvara Lepchenko per 6-1 6-2 ed Irina-Camelia Begu per 6-3 6-1 mentre al terzo turno è costretta alla resa contro Agnieszka Radwańska, 1º testa di serie. Conclude la parte erbivora dell'anno a Wimbledon, dove al primo turno si impone ai danni di Magdaléna Rybáriková (6-3 6-4) ed estromette Johanna Konta (tds numero 16, 6-3 1-6 6-1). Tuttavia ai sedicesimi viene superata in 2 parziali dalla slovacca Dominika Cibulková.
Prende parte nuovamente alla Rogers Cup, che si disputa a Montréal. Al primo turno esce vincitrice da un'ardua battaglia contro Lucie Šafářová 7–6(3) al 3º set per poi schiantare colei che l'aveva battuta poche settimane prima con una splendida vittoria 6-2 6-0, Dominika Cibulková. Il terzo turno la vede opposta alla slovacca Kristína Kučová dalla quale, a sorpresa, esce sconfitta per 3-6 6-4 6-3.
Rappresenta il Canada alle Olimpiadi di Rio dove, dopo aver estromesso con un doppio 6-3 Sloane Stephens, viene eliminata dalla futura medaglia d'argento e testa di serie numero 2, Angelique Kerber, per 4-6 2-6. In doppio, in coppia con Gabriela Dabrowski, superano la coppia Jans-Ignacik/Kania per 6-4 5-7 6-3; venendo poi estromesse della coppia futura medaglia di bronzo, Šafářová/Strýcová, per 7-6(4) 2-6 4-6.
A Cincinnati deve giocare le qualificazioni ma le supera agevolmente. Viene poi estromessa da Barbora Strýcová per 4-6 0-6. Nel torneo del Connecticut supera Annika Beck per 6-2 6-1, ma viene eliminata nel secondo turno dalla 6ª testa di seria, Petra Kvitová, per 6-3, 6-2. Agli US Open viene sorpresa da Kateřina Siniaková per 6-2 nel terzo set. Non riesce così a difendere i punti dell'ottavo di finale dell'anno precedente. Nel torneo di Quebec è 1º testa di serie. Sconfigge Mandy Minella per 6-3 6-4, ma viene eliminata da Alla Kudrjavceva per 6-2 6-3. Sia a Linz che in Lussemburgo non supera il primo turno venendo rispettivamente fermata da Anett Kontaveit (7-6(5) 6-4) e da Denisa Allertová (6-3 6-3 6-3). A fine anno scivola alla 46ª posizione del ranking.

### 2017-2020: Anni di insuccessi

#### 2017: Bilancio negativo e uscita dalla Top 80

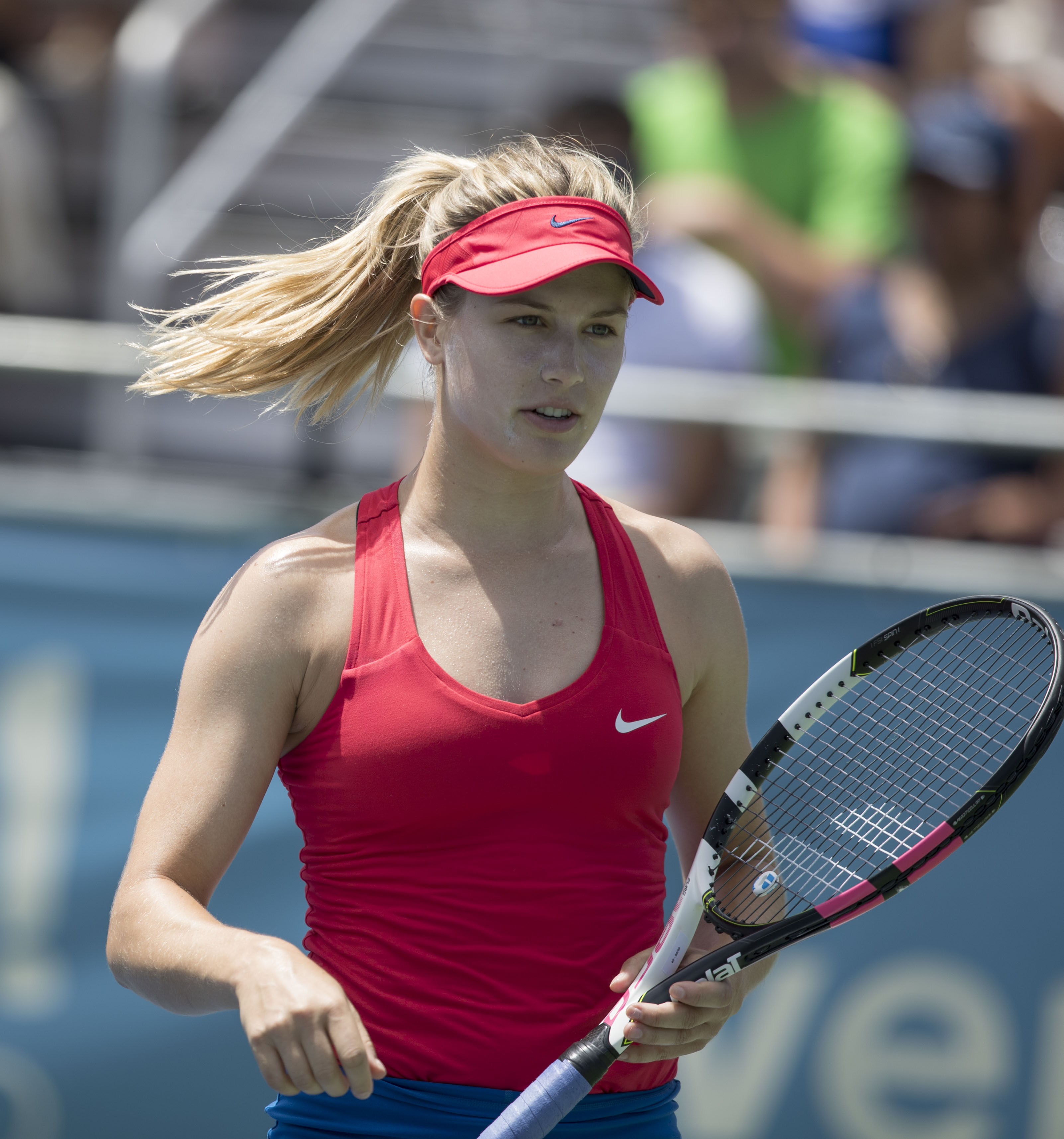
Eugenie Bouchard a Washington nel 2017.

Inizia la stagione a Brisbane ma viene immediatamente sconfitta da Shelby Rogers per 6-2 2-6 6-1. Ritorna in semifinale dopo un lungo periodo a Sydney. Qui estromette Zhang Shuai per 7-6(1) 6-2; Dominika Cibulková, testa di serie numero 3, per 6-4 6-3 e Anastasija Pavljučenkova per 6-2 6-3. Viene sconfitta con un doppio 6-2 dalla 6ª testa di serie, Johanna Konta. All'Australian Open raggiunge il terzo turno venendo sconfitta da Coco Vandeweghe per 6-4, 3-6, 7-5. Inizia qui la sua striscia negativa non riuscendo ad andare oltre il primo turno dei tornei di Acapulco, Indians Wells, Miami, Monterrey e Istanbul. A Madrid si riscatta arrivando fino ai quarti di finale estromettendo tenniste come Marija Šarapova (7-5 2-6 6-4) e, testa di serie numero 1, Angelique Kerber (6-3 5-0, a causa del ritiro della tedesca). Successivamente viene sconfitta dall'8º testa di serie, Svetlana Kuznecova, per 6-4 6-0. Nell'Open di Francia supera con qualche difficoltà Risa Ozaki perdendo un set, per poi venire sconfitta nettamente da Anastasija Sevastova con il risultato di 6-3 6-0. Un'altra striscia negativa inizia dopo Parigi che vede la canadese fuori al primo turno nei tornei di Maiorca, Eastbourne e Wimbledon. A Washington elimina Christina McHale per 7-6(6) 6-0, ma viene sconfitta da Andrea Petković nel secondo turno per 6-2 4-6 6-0. Si riscatta in doppio, in coppia con Sloane Stephens, arrivando fino alla finale ma senza vincere il titolo. A Montréal viene estromessa da Donna Vekić per 6-3 6-4. Nel Connecticut sconfigge Lauren Davis per 6-1 6-3, per poi arrendersi alla 1ª testa di serie, Agnieszka Radwańska, per 3-6 5-7. La terza serie negativa inizia all'US Open dove viene eliminata da Evgenija Rodina per 7-6(2) 6-1 al primo turno. Non va oltre il primo turno nei tornei di Pechino, Hong Kong e Lussemburgo, mentre nel doppio a Lussemburgo raggiunge la finale in coppia con Kirsten Flipkens. Il bilancio della canadese a fine stagione è di 11 vittorie e 19 sconfitte (36,67%). A fine anno la stessa Bouchard dichiarerà che questo è stato il suo anno peggiore da quando è diventata professionista. Chiude l'anno alla posizione nº 83 del ranking.

#### 2018: Crollo fino alla Top 200

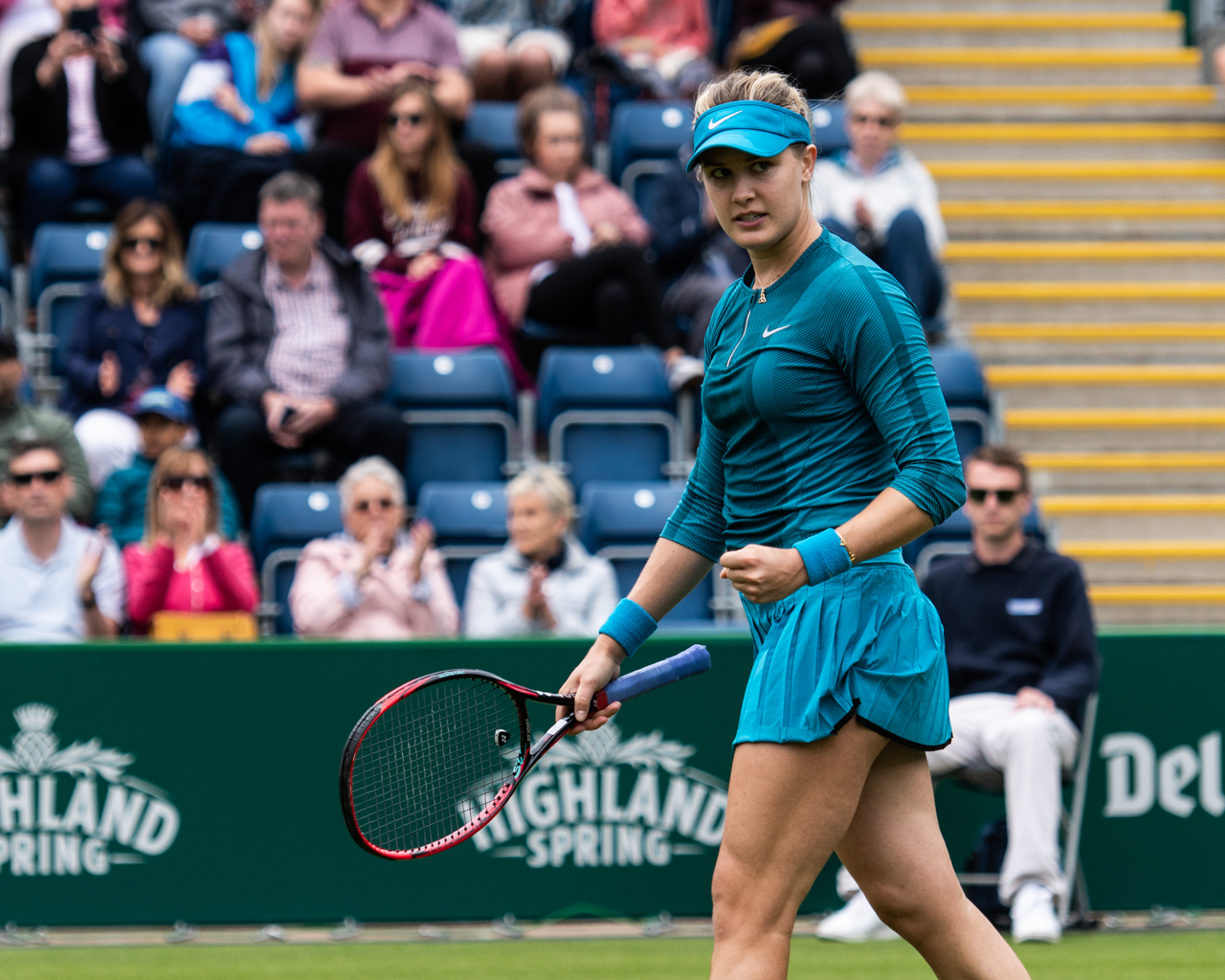
Eugenie Bouchard a Birmingham nel 2018.

Dopo la Hopman Cup, continua il trend negativo a Hobart dove viene sconfitta dalla giovane promessa del tennis Aryna Sabalenka per 4-6 3-6. All'Australian Open supera Océane Dodin per 6-3 7-6(5), per poi venire sconfitta dalla nº 1 del mondo e futura finalista, Simona Halep, con un doppio 2-6. Nel torneo di Taiwan arriva ai quarti di finale usufruendo del ritiro al primo turno di Zhu Lin sul punteggio di 1-6 7-5 2-0 in favore della Bouchard e sconfiggendo Ana Bogdan con un doppio 7-5; viene poi sconfitta da Wang Yafan per 4-6 0-6. È vittima di un'altra serie negativa che comprende l'uscita dal primo turno nei tornei di Indians Wells e Charleston; mentre non riesce nemmeno a qualificarsi a: Miami, Open di Francia e Birmingham. A causa di questi pessimi risultati scivola alla 194ª posizione. Nel Grand Slam di Wimbledon riesce a qualificarsi ed estromette al primo turno Gabriella Taylor per 6-0 4-6 6-3; per poi venire sconfitta da Ashleigh Barty per 4-6 5-7. A Gstaad raggiunge la sua prima semifinale dopo un lungo periodo di esiti negativi. Qui elimina Timea Bacsinszky per 4-6 7-6(1) 6-4, Viktorija Golubic per 7-6(2) 7-6(7) e Veronika Kudermetova per 7-5 6-0. In semifinale si ritira sul punteggio di 6(5)-7 0-1 per Alizé Cornet, testa di serie numero 1. Nel torneo di casa, a Montréal, viene sconfitta nel primo turno da Elise Mertens per 2-6 4-6 dopo essere stata in vantaggio per 3-1 nel secondo set e con la possibilità di portarsi sul 4-1. Prende parte a un torneo ITF in Canda arrivando fino ai quarti di finale dove viene rimontata da Nao Hibino per 6-3 1-6 3-6. Nello Slam di New York supera agevolmente le qualificazioni entrando nel main draw. Estromette Harmony Tan per 6-3 6-1, prima di perdere contro Markéta Vondroušová per 4-6 3-6. Nel torneo minore di Chicago non va oltre il primo turno cedendo a Kristie Ahn per 6(3)-7 4-6. A Hiroshima, Nao Hibino le infligge un doppio 4-6. Supera le qualificazioni a Tokyo, per poi venire sconfitta da Alison Riske per 6-4, 6-4. A Tashkent non fa meglio, perdendo nuovamente contro Hibino per 3-6 3-6. Nel torneo di Lussemburgo raggiunge i quarti di finale dalle qualificazioni. Qui estromette Tímea Babos per 6-4 6-2, Carla Suárez Navarro per 6-1 6-0 e Andrea Petković, la quale si ritira sul punteggio di 4-6 4-0 in favore alla canadese. In semifinale viene sconfitta in rimonta da Julia Görges (7-6(3) 5-7 1-6). Grazie ai punti ottenuti, rientra tra le prime cento, piazzandosi 97ª.

#### 2019: Primo titolo in doppio, rientro nella Top 80 in singolare
Partecipa al torneo di Auckland dove sconfigge Madison Brenne con un doppio 6-3 e Bibiane Schoofs per 6(5)-7 6-4 6-4, prima di venire eliminata nuovamente da Julia Görges per 6-3 3-6 6(6)-7. Tuttavia, in doppio vince il titolo in coppia con Sofia Kenin. A fine torneo, la Bouchard rientra tra le prime 80 del ranking, precisamente al 79º posto. Agli Australian Open si ferma al secondo turno contro Serena Williams, mentre al torneo di Newport Beach si ferma ai quarti di finale. Dopo un secondo turno a Dubai perde subito al primo turno a Indian Wells e non si qualifica al torneo di Miami. In seguito, dichiara di volersi prendere una pausa dal tennis. Tuttavia, si presenta al Roland Garros, dove viene sconfitta da Lesja Curenko, 27ª testa di serie, con un doppio 6-2.
Inaugura la stagione sull'erba con una pesante sconfitta nelle qualificazioni del torneo di Eastbourne per mano di Fiona Ferro. A Wimbledon non va meglio, poiché cede contro Tamara Zidanšek con il punteggio di 3-6 7-5 6-8. Si presenta a Losanna, dove viene rimontata all'esordio da Tamara Korpatsch. Non supera il primo turno nemmeno a: Washington (perde contro Lauren Davis), Toronto (sconfitta da Bianca Andreescu), New York (esce di scena contro Kaia Kanepi) e agli US Open (superata da Anastasija Sevastova).
In seguito a questi pessimi risultati, ritorna a disputare i tornei di categoria ITF. Ne disputa alcuni negli Stati Uniti, riuscendo ad ottenere la prima vittoria a distanza di sei mesi nel torneo Challenger di Houston contro Valentini Grammatikopoulou. Successivamente, usufruisce del ritiro di Francesca Di Lorenzo sul punteggio di 6-2 3-1 per la canadese. Tuttavia, nel terzo turno contro Mandy Minella è costretta a ritirarsi a sua volta dopo appena tre giochi. Termina l'annata alla 224ª posizione del ranking mondiale.

### 2020: Ritorno in una finale WTA
Apre il 2020 ad Auckland con le vittorie su Kirsten Flipkens e Caroline Garcia, mentre cede in tre set nei quarti di finale contro Amanda Anisimova, terza testa di serie. Nel primo Slam dell'anno, l'Australian Open supera You Xiaodi e Maddison Inglis, per poi venire sorpresa da Martina Trevisan nell'ultimo turno di qualificazioni. Disputa il torneo Challenger di Newport Beach, ma senza successo poiché racimola appena tre giochi nel primo turno contro Alexa Glatch.
Dopo una pausa durata cinque mesi a causa della pandemia di COVID-19, che ha provocato la cancellazione di numerosi tornei tra cui Wimbledon e le Olimpiadi, ritorna in campo ad agosto a Praga grazie ad una wildcard. La tennista canadese, infatti, è scesa fino alla 330ª posizione, ranking che non le consente di partecipare ai tornei maggiori senza un invito da parte degli organizzatori. Qui supera con facilità Veronika Kudermetova per 6-0 6-3 ed estromette a fatica Tamara Zidanšek con lo score 7–6(2) 6(2)–7 6-2. Nei quarti di finale affronta, invece, la futura finalista Elise Mertens, contro la quale è costretta a cedere al terzo set. In seguito, prende parte alle qualificazioni a Istanbul sbarazzandosi di Ivana Jorović e Leonie Küng in due parziali; nel main draw si impone su Viktorija Tomova per 6-2 6-4 e dà vita ad un braccio di ferro contro Svetlana Kuznecova, riuscendo a batterla con il punteggio di 7–6(3) 6(5)–7 6-2. Successivamente, rimonta Danka Kovinić (3-6 6-4 7-5) ed estromette Paula Badosa Gibert per 6-3 6-2. Raggiunge, così, la prima finale WTA a distanza di 4 anni e 6 mesi dall'ultima volta. Tuttavia, verrà poi sconfitta da Patricia Maria Țig all'ottavo match point per la rumena con lo score 6-2 1-6 6(4)–7. Nonostante ciò, Bouchard risale la classifica mondiale di 105 posizioni, raggiungendo la n° 167. Dopo il buon risultato in terra turca, partecipa al Roland Garros, dove le è stata concessa una wild card. Al primo turno riesce a sconfiggere Anna Kalinskaya con un doppio 6-4; al secondo turno affronta Daria Gavrilova, n° 788 del mondo che ha usufruito del protected ranking: Eugenie supera l'australiana in rimonta, per 5-7 6-4 6-3, raggiungendo il terzo turno (evento che non capitava dall'Australian Open 2017). La corsa della canadese si arresta contro Iga Swiatek, futura campionessa, che le concede solo 5 games (3-6 2-6). Grazie a questo risultato, Bouchard risale di altre posizioni il ranking WTA, piazzandosi in 140ª posizione.
Successivamente, prende parte alle qualificazioni dell'ITF USA 40A, ma esce di scena al secondo turno, terminando così la stagione 2020.

### 2021: Ottava finale WTA in singolare e quinta in doppio
Apre la nuova stagione con la sconfitta nel secondo turno di qualificazione per gli Australian Open, perdendo contro la cinese Yuan Yue. Prende parte all'Open 6ème Sens Métropole de Lyon, non andando oltre al primo turno in singolare, estromessa da Aljaksandra Sasnovič con il punteggio di 6(7)-7 2-6. In doppio, in coppia con Olga Danilović, raggiunge la quinta finale in carriera in questa specialità. Nel corso del torneo si impongono sulle statunitensi Christian/Santamaria, Panova/Van Der Hoek e Voráčová/Ninomiya. Nell'ultimo atto, cedono alle prime teste di serie, Rus/Kužmová, che hanno la meglio con lo score di 3-6 7-5 [10-7].
Dopo aver ottenuto una wildcard da parte degli organizzatori, vola in Messico a Guadalajara, spingendosi fino in finale grazie alle vittorie su Caroline Dolehide per 3-6 6-1 6-3, Kaja Juvan e Caty McNally per 6-4 6-3, poi estromette l'italiana Elisabetta Cocciaretto per 6-2 7-6(2) in semifinale. Tuttavia, Sara Sorribes Tormo le nega di sollevare il trofeo aggiudicandosi il match in due parziali. A fine torneo sale alla posizione numero 116, mentre in doppio alla numero 300. Il successivo ed ultimo torneo della stagione per Bouchard è quello della settimana seguente a Monterrey, dove viene estromessa al primo turno da Lin Zhu con il punteggio di 7-5 7-6(3). A giugno comunica di non poter tornare a giocare a causa di un grave infortunio alla spalla che la porta all'operazione chirurgica e alla conseguente riabilitazione.

### 2022: Ritorno
Dopo più di un anno dall'ultimo match giocato, Eugenie sarebbe dovuta ritornare in campo ad aprile al torneo ITF W100 di Palm Harbor, grazie ad una wildcard ricevuta dagli organizzatori dell'evento, tuttavia non viene nemmeno inserita nel main draw lasciando intendere ad un rientro ulteriormente posticipato.
Bouchard torna a giocare il primo match dopo 1 anno, 4 mesi e 29 giorni dall'ultimo disputato, nella specialità del doppio al WTA 125 di Vancouver, vincendo il primo turno in coppia con la connazionale Kayla Cross. Così come nel doppio, grazie ad una wildcard, disputerà il match di primo turno in singolare contro Arianne Hartono.

### 2025: Ritiro
Ha annunciato il ritiro dal tennis professionistico alla fine del Canadian Open 2025.

## Statistiche WTA

### Singolare

#### Vittorie (1)
| Legenda               | Legenda      |
| --------------------- | ------------ |
| Grande Slam (0)       |              |
| Ori Olimpici (0)      |              |
| WTA Finals (0)        |              |
| WTA Elite Trophy (0)  |              |
| Dal 2009 al 2020      | Dal 2021     |
| Premier Mandatory (0) | WTA 1000 (0) |
| Premier 5 (0)         | WTA 1000 (0) |
| Premier (0)           | WTA 500 (0)  |
| International (1)     | WTA 250 (0)  |

| N. | Data           | Torneo                     | Superficie  | Avversaria in finale | Punteggio     |
| 1. | 24 maggio 2014 | Nürnberger Cup, Norimberga | Terra rossa | Karolína Plíšková    | 6-2, 4-6, 6-3 |

#### Sconfitte (7)
| Legenda               | Legenda      |
| --------------------- | ------------ |
| Grande Slam (1)       |              |
| Argenti Olimpici (0)  |              |
| WTA Finals (0)        |              |
| WTA Elite Trophy (0)  |              |
| Dal 2009 al 2020      | Dal 2021     |
| Premier Mandatory (0) | WTA 1000 (0) |
| Premier 5 (1)         | WTA 1000 (0) |
| Premier (0)           | WTA 500 (0)  |
| International (4)     | WTA 250 (1)  |

| N. | Data              | Torneo                       | Superficie  | Avversaria in finale | Punteggio        |
| 1. | 13 ottobre 2013   | Japan Women's Open, Osaka    | Cemento     | Samantha Stosur      | 6-3, 5-7, 2-6    |
| 2. | 5 luglio 2014     | Torneo di Wimbledon, Londra  | Erba        | Petra Kvitová        | 3-6, 0-6         |
| 3. | 27 settembre 2014 | Wuhan Open, Wuhan            | Cemento     | Petra Kvitová        | 3-6, 4-6         |
| 4. | 16 gennaio 2016   | Hobart International, Hobart | Cemento     | Alizé Cornet         | 1-6, 2-6         |
| 5. | 6 marzo 2016      | Malaysian Open, Kuala Lumpur | Cemento     | Elina Svitolina      | 7-6(5), 4-6, 5-7 |
| 6. | 13 settembre 2020 | Istanbul Cup, Istanbul       | Terra rossa | Patricia Maria Tig   | 6-2, 1-6, 6(4)-7 |
| 7. | 13 marzo 2021     | Abierto Zapopan, Guadalajara | Cemento     | Sara Sorribes Tormo  | 2-6, 5-7         |

### Doppio

#### Vittorie (1)
| Legenda               | Legenda      |
| --------------------- | ------------ |
| Grande Slam (0)       |              |
| Ori Olimpici (0)      |              |
| WTA Finals (0)        |              |
| WTA Elite Trophy (0)  |              |
| Dal 2009 al 2020      | Dal 2021     |
| Premier Mandatory (0) | WTA 1000 (0) |
| Premier 5 (0)         | WTA 1000 (0) |
| Premier (0)           | WTA 500 (0)  |
| International (1)     | WTA 250 (0)  |

| N. | Data           | Torneo                | Superficie | Compagna    | Avversarie in finale           | Punteggio        |
| 1. | 6 gennaio 2019 | ASB Classic, Auckland | Cemento    | Sofia Kenin | Paige Hourigan Taylor Townsend | 1-6, 6-1, [10-7] |

#### Sconfitte (4)
| Legenda               | Legenda      |
| --------------------- | ------------ |
| Grande Slam (0)       |              |
| Argenti Olimpici (0)  |              |
| WTA Finals (0)        |              |
| WTA Elite Trophy (0)  |              |
| Dal 2009 al 2020      | Dal 2021     |
| Premier Mandatory (0) | WTA 1000 (0) |
| Premier 5 (0)         | WTA 1000 (0) |
| Premier (0)           | WTA 500 (0)  |
| International (3)     | WTA 250 (1)  |

| N. | Data            | Torneo                          | Superficie  | Compagna         | Avversarie in finale             | Punteggio           |
| 1. | 3 agosto 2013   | Washington Open, Washington     | Cemento     | Taylor Townsend  | Shūko Aoyama Vera Duševina       | 3-6, 3-6            |
| 2. | 5 agosto 2017   | Washington Open, Washington (2) | Cemento     | Sloane Stephens  | Shūko Aoyama Renata Voráčová     | 3-6, 2-6            |
| 3. | 21 ottobre 2017 | Luxembourg Open, Lussemburgo    | Cemento (i) | Kirsten Flipkens | Lesley Kerkhove Lidzija Marozava | 7-6(4), 4-6, [6-10] |
| 4. | 7 marzo 2021    | Open de Lyon, Lione             | Cemento (i) | Olga Danilović   | Viktória Kužmová Arantxa Rus     | 6-3, 5-7, [7-10]    |

## Statistiche ITF

### Singolare

#### Vittorie (6)
| Torneo $100.000 (0) |
| Torneo $80.000 (0)  |
| Torneo $75.000 (0)  |
| Torneo $60.000 (0)  |
| Torneo $50.000 (1)  |
| Torneo $25.000 (2)  |
| Torneo $15.000 (0)  |
| Torneo $10.000 (3)  |

| N. | Data            | Torneo                                        | Superficie  | Avversaria in finale | Punteggio      |
| 1. | 5 febbraio 2011 | McDonald's Burnie International, Burnie       | Cemento     | Saisai Zheng         | 6-4, 6-3       |
| 2. | 10 aprile 2011  | Solaris Sibenik Open, Sebenico                | Terra rossa | Jessica Ginier       | 6-2, 6-0       |
| 3. | 12 maggio 2012  | Rising Star Tour, Båstad                      | Terra rossa | Katharina Lehnert    | 7-6(4), 6-0    |
| 4. | 19 maggio 2012  | Rising Star Tour 2, Båstad                    | Terra rossa | Milana Špremo        | 6-3, 6-0       |
| 5. | 22 luglio 2012  | Challenger Banque Nationale de Granby, Granby | Cemento     | Stéphanie Dubois     | 6-2, 5-2, rit. |
| 6. | 4 novembre 2012 | Tevlin Women's Challenger, Toronto            | Cemento (i) | Sharon Fichman       | 6-1, 6-2       |

#### Sconfitte (1)
| Torneo $100.000 (0) |
| Torneo $80.000 (0)  |
| Torneo $75.000 (0)  |
| Torneo $60.000 (0)  |
| Torneo $50.000 (1)  |
| Torneo $25.000 (0)  |
| Torneo $15.000 (0)  |
| Torneo $10.000 (0)  |

| N. | Data            | Torneo                                      | Superficie  | Avversaria in finale | Punteggio |
| 1. | 28 ottobre 2012 | National Bank Challenger Saguenay, Saguenay | Cemento (i) | Madison Keys         | 4-6, 2-6  |

### Doppio

#### Vittorie (1)
| Torneo $100.000 (0) |
| Torneo $80.000 (0)  |
| Torneo $75.000 (0)  |
| Torneo $60.000 (0)  |
| Torneo $50.000 (1)  |
| Torneo $25.000 (0)  |
| Torneo $15.000 (0)  |
| Torneo $10.000 (0)  |

| N. | Data           | Torneo                            | Superficie  | Compagna       | Avversarie in finale               | Punteggio        |
| 1. | 22 aprile 2012 | Dothan Pro Tennis Classic, Dothan | Terra verde | Jessica Pegula | Sharon Fichman Marie-Ève Pelletier | 6-4, 4-6, [10-5] |

#### Sconfitte (3)
| Torneo $100.000 (0) |
| Torneo $80.000 (0)  |
| Torneo $75.000 (1)  |
| Torneo $60.000 (0)  |
| Torneo $50.000 (2)  |
| Torneo $25.000 (0)  |
| Torneo $15.000 (0)  |
| Torneo $10.000 (0)  |

| N. | Data             | Torneo                                    | Superficie  | Compagna           | Avversarie in finale                | Punteggio        |
| 1. | 9 luglio 2011    | WOW Tennis Challenger, Waterloo           | Terra rossa | Megan Moulton-Levy | Alexandra Mueller Asia Muhammad     | 3-6, 6-3, [7-10] |
| 2. | 5 novembre 2012  | Tevlin Women's Challenger, Toronto        | Cemento (i) | Jessica Pegula     | Gabriela Dabrowski Alla Kudrjavceva | 2-6, 6(2)-7      |
| 3. | 11 novembre 2012 | Goldwater Women's Tennis Classic, Phoenix | Cemento     | Ulrikke Eikeri     | Jacqueline Cako Natalie Pluskota    | 3-6, 6-2, [4-10] |

## Billie Jean King Cup

### Vittorie (1)
| N. | Data             | Torneo                         | Superficie  | Compagne                                                           | Avversarie in finale                                                                       | Punteggio |
| 1. | 12 novembre 2023 | Billie Jean King Cup, Siviglia | Cemento (i) | Leylah Fernandez Rebecca Marino Marina Stakusic Gabriela Dabrowski | Jasmine Paolini Martina Trevisan Elisabetta Cocciaretto Lucia Bronzetti Lucrezia Stefanini | 2-0       |

## Grand Slam Junior

### Singolare

#### Vittorie (1)
| Tornei del Grande Slam  |
| ----------------------- |
| Australian Open (0)     |
| Open di Francia (0)     |
| Torneo di Wimbledon (1) |
| US Open (0)             |

| N. | Data          | Torneo                      | Superficie | Avversario in finale | Punteggio |
| 1. | 7 luglio 2012 | Torneo di Wimbledon, Londra | Erba       | Elina Svitolina      | 6-2, 6-2  |

### Doppio

#### Vittorie (2)
| Tornei del Grande Slam  |
| ----------------------- |
| Australian Open (0)     |
| Open di Francia (0)     |
| Torneo di Wimbledon (2) |
| US Open (0)             |

| N. | Data          | Torneo                          | Superficie | Compagna        | Avversarie in finale      | Punteggio     |
| 1. | 2 luglio 2011 | Torneo di Wimbledon, Londra     | Erba       | Grace Min       | Demi Schuurs Tang Haochen | 5-7, 6-2, 7-5 |
| 2. | 7 luglio 2012 | Torneo di Wimbledon, Londra (2) | Erba       | Taylor Townsend | Belinda Bencic Ana Konjuh | 6-4, 6-3      |

## Vittorie contro le top-10 per stagione
| Stagione | 2013 | 2014 | 2015 | 2016 | 2017 | Totale |
| -------- | ---- | ---- | ---- | ---- | ---- | ------ |
| Vittorie | 2    | 6    | 0    | 2    | 2    | 12     |

| #    | Giocatrice             | Ranking | Evento                          | Superficie  | Turno | Punteggio     | Rank. EBR |
| ---- | ---------------------- | ------- | ------------------------------- | ----------- | ----- | ------------- | --------- |
| 2013 |                        |         |                                 |             |       |               |           |
| 1.   | Samantha Stosur        | 9       | Charleston Open, Charleston     | Terra verde | 3T    | 6-1, 2-0 rit. | 114       |
| 2.   | Jelena Janković        | 10      | Pan Pacific Open, Tokyo         | Cemento     | 3T    | 7-5, 6-2      | 46        |
| 2014 |                        |         |                                 |             |       |               |           |
| 3.   | Sara Errani            | 10      | Indian Wells Open, Indian Wells | Cemento     | 3T    | 6-3, 6-3      | 19        |
| 4.   | Jelena Janković (2)    | 8       | Charleston Open, Charleston     | Terra verde | QF    | 6-3, 4-6, 6-3 | 20        |
| 5.   | Angelique Kerber       | 9       | Open di Francia, Parigi         | Terra rossa | 4T    | 6-1, 6-2      | 16        |
| 6.   | Angelique Kerber (2)   | 7       | Torneo di Wimbledon, Londra     | Erba        | QF    | 6-3, 6-4      | 13        |
| 7.   | Simona Halep           | 3       | Torneo di Wimbledon, Londra     | Erba        | SF    | 7-6(5), 6-2   | 13        |
| 8.   | Caroline Wozniacki     | 7       | Wuhan Open, Wuhan               | Cemento     | SF    | 6-2, 6-3      | 9         |
| 2016 |                        |         |                                 |             |       |               |           |
| 9.   | Angelique Kerber (3)   | 2       | Internazionali d'Italia, Roma   | Terra rossa | 2T    | 6-1, 5-7, 7-5 | 46        |
| 10.  | Dominika Cibulková     | 10      | Canadian Open, Montréal         | Cemento     | 2T    | 6-2, 6-0      | 42        |
| 2017 |                        |         |                                 |             |       |               |           |
| 11.  | Dominika Cibulková (2) | 6       | Sydney International, Sydney    | Cemento     | 2T    | 6-4, 6-3      | 49        |
| 12.  | Angelique Kerber (4)   | 2       | Madrid Open, Madrid             | Terra rossa | 3T    | 6-3, 5-0 rit. | 60        |

## Risultati in progressione

### Singolare
| Sigla | Risultato               |
| ----- | ----------------------- |
| V     | Vincitore               |
| F     | Finalista               |
| SF    | Semifinalista           |
| O     | Oro olimpico            |
| A     | Argento olimpico        |
| SF    | Bronzo olimpico         |
| QF    | Quarti di Finale        |
| 4T    | Quarto turno            |
| 3T    | Terzo turno             |
| 2T    | Secondo turno           |
| 1T    | Primo turno             |
| RR    | Round Robin             |
| LQ    | Turno di qualificazione |
| A     | Assente                 |
| ND    | Non disputato           |

| Legenda superfici    |
| -------------------- |
| Cemento              |
| Terra battuta        |
| Erba                 |
| Superficie variabile |

| Torneo                 | 2008            | 2009            | 2010            | 2011            | 2012            | 2013            | 2014          | 2015            | 2016            | 2017            | 2018            | 2019            | 2020          | 2021       | 2022       | Titolo     | V–S        |
| ---------------------- | --------------- | --------------- | --------------- | --------------- | --------------- | --------------- | ------------- | --------------- | --------------- | --------------- | --------------- | --------------- | ------------- | ---------- | ---------- | ---------- | ---------- |
| Tornei del Grande Slam |                 |                 |                 |                 |                 |                 |               |                 |                 |                 |                 |                 |               |            |            |            |            |
| Australian Open        | Assente         | Assente         | Assente         | Assente         | Assente         | Q2              | SF            | QF              | 2T              | 3T              | 2T              | 2T              | Q3            | Q2         | A          | 0 / 6      | 14–6       |
| Open di Francia        | Assente         | Assente         | Assente         | Assente         | Assente         | 2T              | SF            | 1T              | 2T              | 2T              | Q1              | 1T              | 3T            | A          | A          | 0 / 7      | 10–7       |
| Wimbledon              | Assente         | Assente         | Assente         | Assente         | Assente         | 3T              | F             | 1T              | 3T              | 1T              | 2T              | 1T              | ND            | A          | A          | 0 / 7      | 11–7       |
| US Open                | Assente         | Assente         | Assente         | Assente         | Assente         | 2T              | 4T            | 4T[3]           | 1T              | 1T              | 2T              | 1T              | A             | A          |            | 0 / 7      | 8–6        |
| Vittorie–Sconfitte     | 0–0             | 0–0             | 0–0             | 0–0             | 0–0             | 4–3             | 19–4          | 7–3             | 4–4             | 3–4             | 3–3             | 1–4             | 2–1           | 0–0        | 0–0        | 0 / 27     | 43–26      |
| Giochi olimpici        |                 |                 |                 |                 |                 |                 |               |                 |                 |                 |                 |                 |               |            |            |            |            |
| Giochi olimpici        | A               | Non disputati   | Non disputati   | Non disputati   | A               | Non disputati   | Non disputati | Non disputati   | 2T              | Non disputati   | Non disputati   | Non disputati   | Non disputati | A          | ND         | 0 / 1      | 1–1        |
| Tornei di fine anno    |                 |                 |                 |                 |                 |                 |               |                 |                 |                 |                 |                 |               |            |            |            |            |
| WTA Finals             | Non qualificata | Non qualificata | Non qualificata | Non qualificata | Non qualificata | Non qualificata | RR            | Non qualificata | Non qualificata | Non qualificata | Non qualificata | Non qualificata | ND            | NQ         |            | 0 / 1      | 0–3        |
| WTA 1000               |                 |                 |                 |                 |                 |                 |               |                 |                 |                 |                 |                 |               |            |            |            |            |
| Doha / Dubai[1]        | Assente         | Assente         | Assente         | Assente         | Assente         | Assente         | 1T            | A               | 3T              | Assente         | Assente         | 2T              | A             | A          | A          | 0 / 3      | 3–3        |
| Indian Wells           | Assente         | Assente         | Assente         | Assente         | Assente         | Q1              | 4T            | 4T              | 3T              | 1T              | 1T              | 1T              | ND            | A          | A          | 0 / 6      | 6–6        |
| Miami                  | Assente         | Assente         | Assente         | Assente         | Assente         | 2T              | 2T            | 2T              | 1T              | 1T              | Q2              | Q1              | ND            | A          | A          | 0 / 5      | 1–5        |
| Madrid                 | ND              | Assente         | Assente         | Assente         | Assente         | Assente         | 1T            | 1T              | 1T              | QF              | Assente         | Assente         | ND            | A          | A          | 0 / 4      | 3–4        |
| Roma                   | Assente         | Assente         | Assente         | Assente         | Assente         | Assente         | 1T            | 3T              | 3T              | Assente         | Assente         | Assente         | Assente       | Assente    | A          | 0 / 3      | 3–3        |
| Montréal / Toronto     | Q1              | Q1              | Q1              | 1T              | 2T              | 2T              | 2T            | 1T              | 3T              | 1T              | 1T              | 1T              | ND            | A          | A          | 0 / 9      | 4–9        |
| Cincinnati             | NTI             | Assente         | Assente         | Assente         | Assente         | 2T              | 2T            | 2T              | 1T              | Assente         | Assente         | Assente         | Assente       | Assente    | A          | 0 / 4      | 2–4        |
| Tokyo / Wuhan[2]       | Assente         | Assente         | Assente         | Assente         | Assente         | QF              | F             | Assente         | Assente         | Assente         | Assente         | Assente         | ND            | ND         |            | 0 / 2      | 7–2        |
| Pechino                | ND              | Assente         | Assente         | Assente         | Assente         | 2T              | 2T            | 1T              | A               | 1T              | Assente         | Assente         | ND            | ND         | ND         | 0 / 4      | 1–4        |
| Carriera               |                 |                 |                 |                 |                 |                 |               |                 |                 |                 |                 |                 |               |            |            |            |            |
| Tornei giocati         | 0               | 0               | 0               | 3               | 4               | 17              | 22            | 17              | 24              | 20              | 13              | 10              | 4             | 2          | 0          | 136        | 136        |
| Titoli                 | 0               | 0               | 0               | 0               | 0               | 0               | 1             | 0               | 0               | 0               | 0               | 0               | 0             | 0          | 0          | 1          | 1          |
| Finali                 | 0               | 0               | 0               | 0               | 0               | 1               | 3             | 0               | 2               | 0               | 0               | 0               | 1             | 1          | 0          | 8          | 8          |
| Cemento V–S            | 0–0             | 0–0             | 0–0             | 1–2             | 4–3             | 12–10           | 18–15         | 10–8            | 19–15           | 7–14            | 7–10            | 4–7             | 2–1           | 4–2        | 0–0        | 0 / 85     | 84–85      |
| Terra V–S              | 0–0             | 0–0             | 0–0             | 0–0             | 0–0             | 8–4             | 15–5          | 1–4             | 4–4             | 4–3             | 3–2             | 0–2             | 8–3           | 0–0        | 0–0        | 1 / 28     | 43–27      |
| Erba V–S               | 0–0             | 0–0             | 0–0             | 0–0             | 0–0             | 2–2             | 6–2           | 1–4             | 5–4             | 0–3             | 1–1             | 0–1             | 0–0           | 0–0        | 0–0        | 0 / 17     | 15–17      |
| Sintetico V–S          | 0–0             | 0–0             | 0–0             | 0–1             | 1–1             | 3–1             | 0–0           | 0–0             | 1–1             | 0–0             | 0–0             | Interrotto      | Interrotto    | Interrotto | Interrotto | 0 / 4      | 5–4        |
| Totale V–S             | 0–0             | 0–0             | 0–0             | 1–3             | 5–4             | 25–17           | 39–22         | 12–16           | 29–24           | 11–20           | 11–13           | 4–10            | 10–4          | 4–2        | 0–0        | 1 / 136    | 147–135    |
| Vittorie %             | ND              | ND              | ND              | 25%             | 56%             | 60%             | 64%           | 43%             | 55%             | 35%             | 46%             | 29%             | 71%           | 67%        | ND         | 52%        | 52%        |
| Ranking di fine anno   | 1104            | 1068            | 538             | 302             | 144             | 32              | 7             | 48              | 46              | 81              | 87              | 224             | 141           | 246        |            | $6.685.018 | $6.685.018 |

Note
- 1 Il Dubai Tennis Championships e il Qatar Ladies Open di Doha si scambiano frequentemente lo status tra evento Premier ed evento Premier 5.
- 2 Nel 2014 il Toray Pan Pacific Open ha cambiato lo status in evento Premier ed è stato sostituito dal Wuhan Open come evento Premier 5.
- 3 Il ritiro nel quarto turno non viene considerata una sconfitta.

### Doppio
| Tornei del Grande Slam |     |     |     |     |     |     |     |     |
| Australian Open        | A   | 3T  | A   | A   | A   | 1T  | A   | 2–2 |
| Open di Francia        | A   | A   | A   | A   | A   | A   |     | 0–0 |
| Wimbledon              | 3T  | 1T  | A   | 1T  | A   | A   |     | 2–3 |
| US Open                | 1T  | A   | 2T  | A   | 1T  | A   |     | 1–3 |
| Vittorie-sconfitte     | 2–2 | 2–2 | 1–1 | 0–1 | 0–1 | 0–1 | 0-0 | 5–8 |

### Doppio misto
| Tornei del Grande Slam |     |     |     |     |     |     |     |     |
| Australian Open        | A   | A   | A   | A   | A   | A   | A   | 0–0 |
| Open di Francia        | A   | A   | 1T  | A   | A   | A   |     | 0–1 |
| Wimbledon              | 1T  | A   | A   | A   | A   | A   |     | 0–1 |
| US Open                | A   | A   | 2T  | A   | A   | A   |     | 1–1 |
| Vittorie-sconfitte     | 0–1 | 0–0 | 1–2 | 0–0 | 0–0 | 0–0 | 0-0 | 1–3 |